# جورج پنجم (متروی پاریس)
جورج پنجم (انگلیسی: George V) یکی از ایستگاه‌های خط ۱ متروی پاریس است که در زیر خیابان شانزلیزه در منطقه ۸ پاریس واقع شده و در سال ۱۹۰۰ تأسیس شده‌است.

## نگارخانه

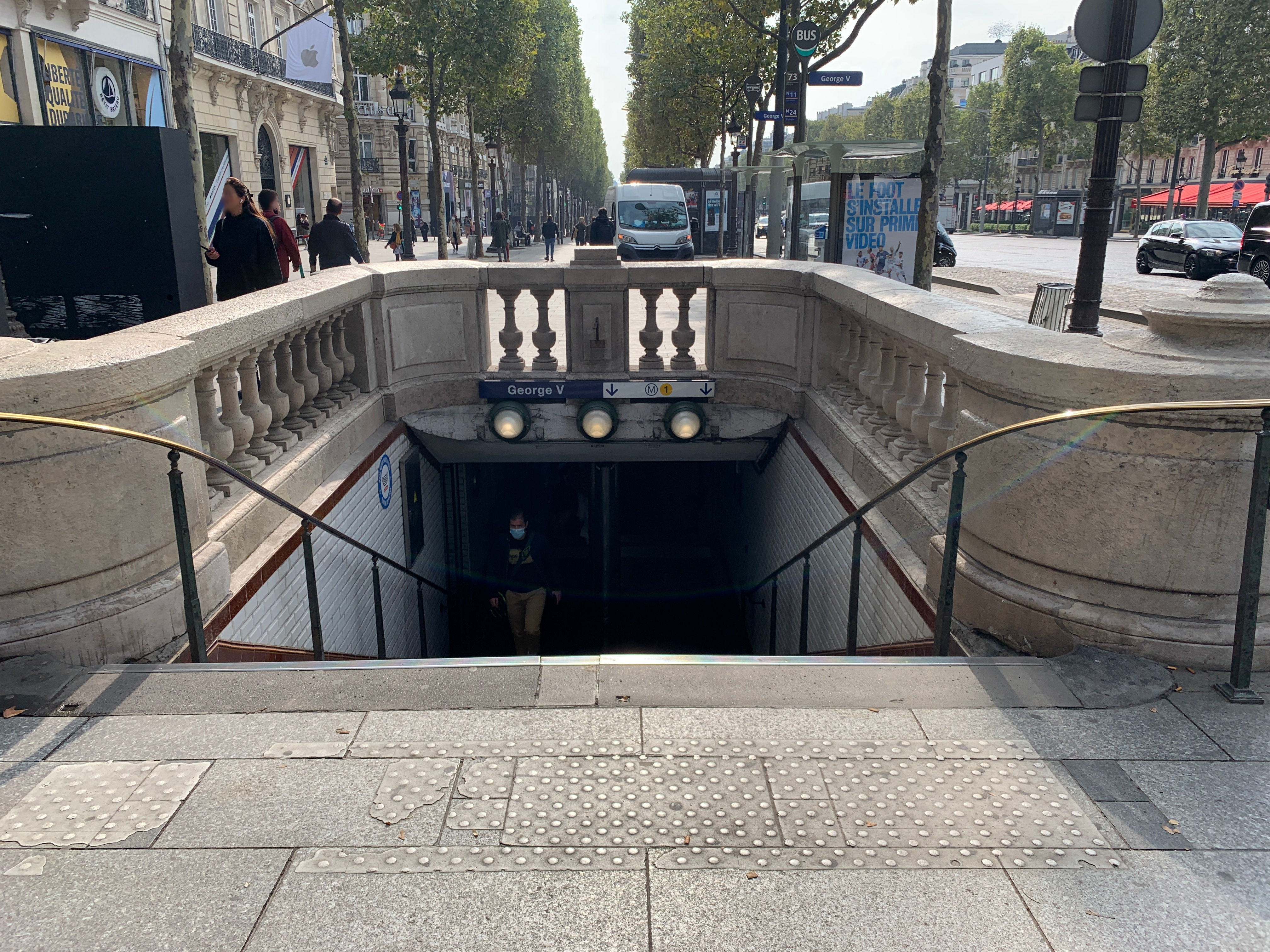
ورودی
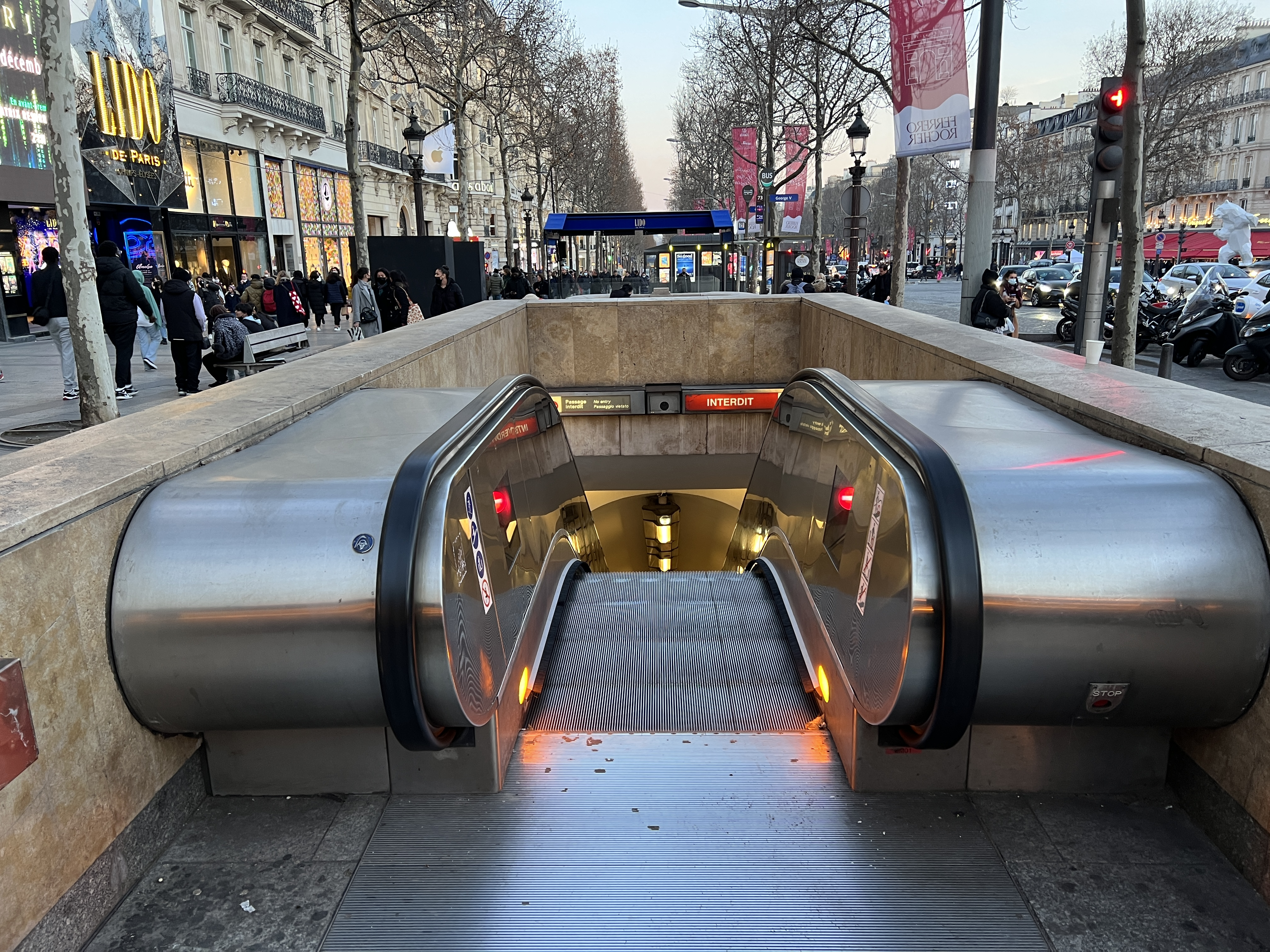
ورودی
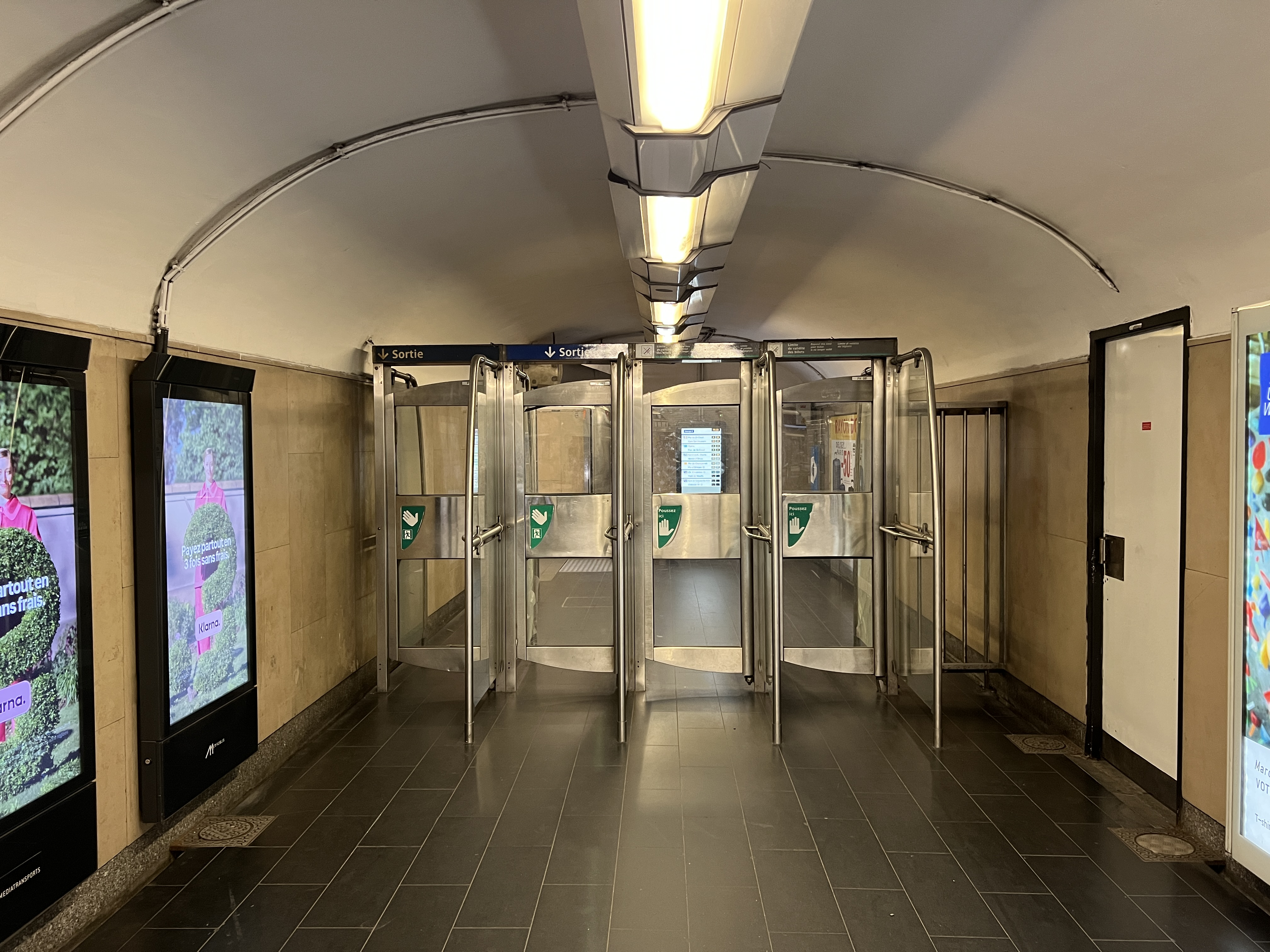
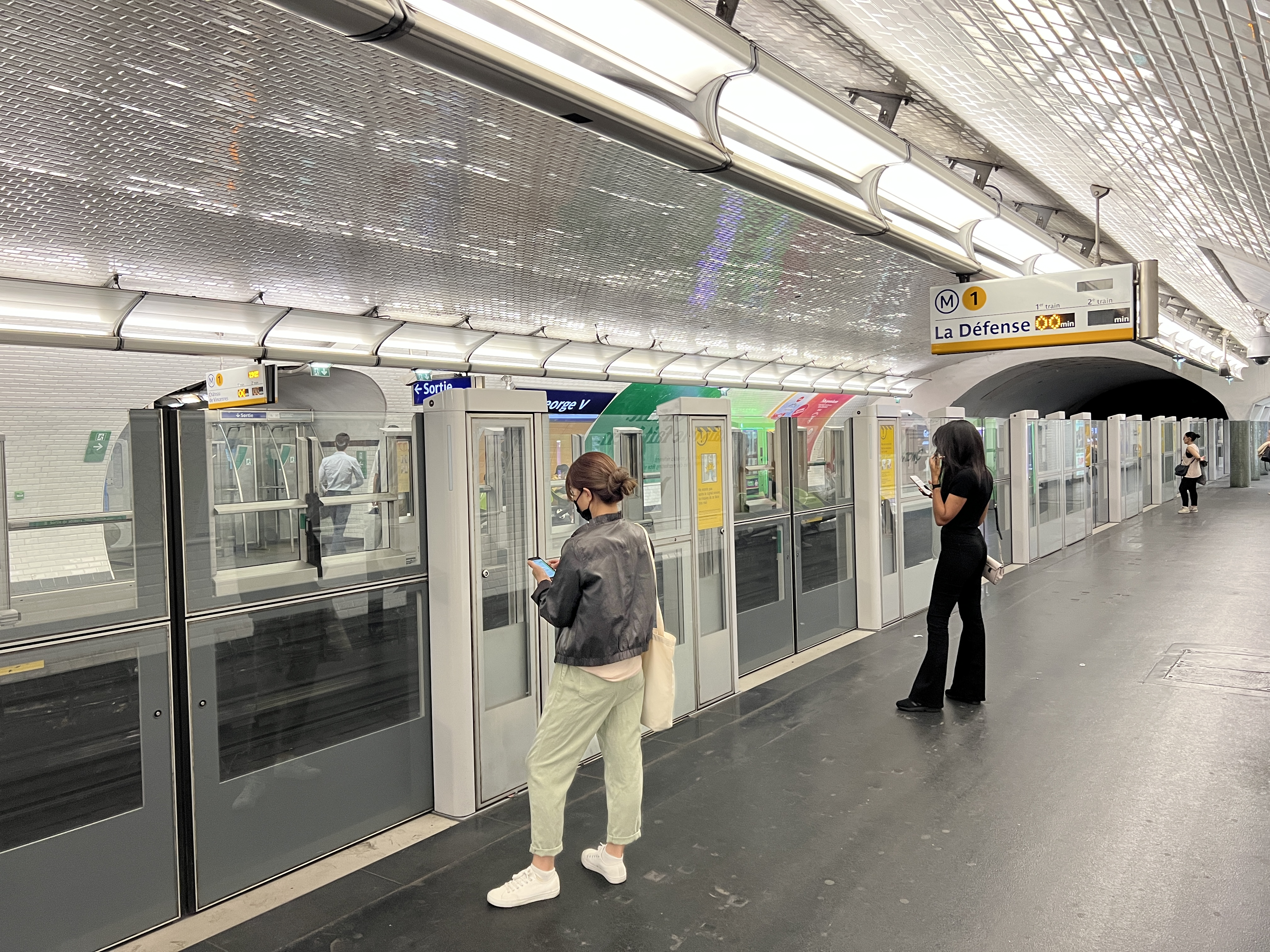